# Waldemar Raasløff
Waldemar Rudolph (von) Raasløff (6. november 1815 i Altona – 15. februar 1883 i Passy, Frankrig) var en dansk krigsminister og diplomat. Han sluttede den første handelstraktat mellem Danmark og Kina i 1863. Raasløff var krigsminister fra 1. oktober 1866 til 19. april 1870, under Ministeriet Frijs.

## Uddannelse
Waldemar Raasløff var broder til konferensråd og minister Harald Raasløff. Skoleårene tilbragte Raasløff på Sorø Akademi, og 1832 kom han ind på Den kongelige militære Højskole, hvorfra han afgik 1838 som sekondløjtnant i artilleriet.
Fredstjenesten tilfredsstillede ham dog ikke, og han søgte og opnåede tjeneste i den franske hær i Algier. Han havde alt i 1839 erholdt Medaljen for ædel Daad. I Afrika tilbragte han 1840-41, en tid, som blev frugtbringende for hele hans liv. Under kampagnen blev han dekoreret med Æreslegionens ridderkors, og efter sin hjemkomst gav han af sine oplevelser i Algier en skildring, som i 1845 udkom på tysk og i 1846 på dansk. Den vidner om forfatterens skarpe iagttagelsesevne og klare fremstillingskunst, og skriftet er tillige betegnende for Raasløff selv, dels ved hans sunde og mådeholdne selvtillid, forbundet med beskedenhed, dels ved hans praktiske opfattelse af forholdene. Han bedømmer således franskmændene gunstigere end de fleste andre officerer, der have skrevet om forholdene i Algier. Hans ideal var general de Lamoricière, som altid bedømte tingene efter deres sande praktiske værd.
I 1841 udnævntes Raasløff til premierløjtnant og blev adjudant ved tøjhusafdelingen. Da Treårskrigen udbrød 1848, var han på vejen til udlandet, i det regeringen havde beordret ham til at modtage dels et stort parti geværer, som Frankrig havde overladt os, dels et andet parti, som var bestilt i Lüttich, da vi selv manglede de fornødne våben. Af denne grund kom han ej til at rykke ud i felten og altså ikke, som det blev påstået, fordi han havde slesvig-holstenske sympatier. I længere tid, inden krigen udbrød, havde Raasløff næret det ønske at opgive den militære virksomhed og at skaffe sig en uafhængig stilling i De forenede Stater. Denne plan måtte foreløbig opgives, og ved udnævnelsen til kaptajn i juni 1848 blev han ansat ved batteriet Marcussen, hvorved han deltog i felttogene 1849-50 med stor dygtighed. Ved Gudsø, 3. maj 1849, førte han en deling i stilling under fjendens kardæskild, og 7. maj chargerede han sammesteds med megen virkning fjendens fremrykkende kolonner. I slaget ved Fredericia beskød hans kanoner Treldeskansen i 500 alens afstand, og efter at batterichefen var såret, førte Raasløff befalingen over hele batteriet. Han var også med i slaget ved Isted.

## Diplomat i USA
Efter freden tog han sin afsked og begav sig i 1851 med sin familie – han havde 1. juni 1842 ægtet Marie Anne Christine Caroline Smith, datter af justitsråd Michael Leigh Smith til Bækkeskov – til de Forenede Stater. Der var han en række af år civilingeniør og ledede undersøiske sprængninger for den amerikanske regering. Som følge af det nøje kendskab, han havde til de amerikanske forhold, var han i stand til at yde den danske regering en væsentlig tjeneste. Der blev nemlig fra tysk side agiteret stærkt imod Øresundstolden, hvorefter de forenede Stater opsagde den konvention, ifølge hvilken deres skibe med hensyn til Sundtolden behandledes lige med de mest begunstigede nationers skibe. Det så truende ud, men Raasløff forstod ved en række breve til et anset dagblad i New York (1855) at berolige stemningen så meget, at den amerikanske regering afstod fra at stille sagen på spidsen og gik ind på underhandlinger, som gennem konventionen af 14. marts 1857 førte til en efter omstændighederne gunstig løsning af spørgsmålet. Raasløff blev derefter samme år udnævnt til dansk chargé d'affaires og generalkonsul i Washington, hvilken stilling han røgtede med omsigt og dygtighed til 1859, da han udnævntes til ministerresident sammesteds.
I 1861-63 lykkedes det ham – som overordentlig gesandt for den danske regering – at afslutte en meget gunstig handelstraktat med Kina. Som følge af denne åbnedes der danske undersåtter samme adgang til det kinesiske rige som Frankrigs og Englands. Dette Resultat skyldtes frem for alt hans praktiske blik og sjældne evne til at omgås mennesker og til at benytte sig af de foreliggende forhold. Ved sin hjemkomst blev han dekoreret med Kommandørkorset af Dannebrog af 1. Grad og forblev i Washington D.C., indtil han, som imidlertid 1866 havde fået karakter af generalmajor, samme år aflagde et besøg i Danmark og under dette blev opfordret til at overtage krigsministerporteføljen med det formål at bringe det meget omdebatterede spørgsmål om en ny hærordning til afslutning. Han havde dertil heldige betingelser, fordi han stod uden for al partipolitik og var fortrolig med det praktiske liv på mange områder.

## Krigsminister
Regeringspartiet i almindelighed modtog ham dog med studsen og en stærk tvivl om, at han, der udnævntes til krigsminister 29. september 1866, ville kunne føre det fra forsvarskommissionen af 1866 udgåede hærlovsforslag igennem til trods for dets demokratiske principper. Han gjorde dog tvivlerne til skamme; det viste sig snart, at han ikke nærede nogen fordom mod de "ustuderede", og at han ikke lod sig hjemme af det konservative parti i Hæren. Med energi, udholdenhed, en genial behandling af enkelte spørgsmål og en ualmindelig menneskekundskab forfulgte han sit mål. Navnlig havde han en egen måde at behandle sine modstandere på, hvilket lå i, at han stadig søgte at se tingene med deres øjne for at komme til et retfærdigt resultat. Dette princip gjorde han gældende så vel ved debatten som uden for Folketinget. Således lykkedes det ham at gennemføre Hærloven af 6. juli 1867, som vistnok fra et militært standpunkt havde mange mangler, især fordi tjenestetiden for fodfolkets vedkommende var temmelig kort og antallet af faste befalingsmænd for ringe, men som på den anden Side var et udtryk for, hvad nationen den gang ønskede, uden at de militære Krav vare helt tilsidesatte. Raasløff blev derefter 1868 udnævnt til Storkorsridder af Dannebrog. Den nye hærlovs gennemførelse mødte dog ikke ringe modstand fra enkelte militæres side, men Raasløff fjernede disse, for at nye mænd med kraft kunde føre folkevæbningsprincipperne ud i livet.
Et andet spørgsmål, som beskæftigede Raasløff meget, var salget af de dansk-vestindiske øer til de forenede stater, om hvilket han havde indledet forhandlinger i Washington. Strax efter at være blevet krigsminister bragte han sagen frem i Statsrådet, hvor den imidlertid måtte hvile, fordi marineminister Carl Edvard van Dockum udtalte sig derimod. Raasløff opgav dog ikke at arbejde for sagens fremme. Det var hans faste overbevisning, at begge lande vilde være godt tjente ved dette salg og Danmark ikke mindst, fordi De forenede Stater tilbøde en købesum af 14 mio. Rdl. Udsigten til at få denne indtægt omgav Raasløffs navn med en vis glorie og støttede ham i politisk henseende. I oktober 1867 var sagen kommet så vidt, at Raasløff på ny bragte den frem for Statsrådet, og forslaget blev vedtaget trods van Dockums protest. Afstemningen på øerne viste, at disse ønskede adskillelsen, og Raasløff sendtes til Washington for at bringe salget i orden. Her var imidlertid en ny præsident kommet til roret, som viste sig lidet venlig mod sin forgængers politik. Raasløff havde dog al grund til at vente, at de Forenede Stater til sidst ville vedtage planen, da et stort parti ønskede dens gennemførelse, og udtalte også ved sin hjemkomst offentlig denne mening; men til slut så han sig dog skuffet i sin tillid til amerikanernes ordholdenhed, i det regeringen vægrede sig ved at godkende købet, og Raasløff, som så fuldstændig havde identificeret sig med denne sag, trådte som følge deraf 19. april 1870 ud af ministeriet, i hvilket han tillige siden september 1869 havde været marineminister ad interim, og begav sig 1871 til udlandet. 1869 var han blevet valgt ind i Folketinget (Frederiksborg Amts 1. valgkreds).
I 1874 blev han endnu en gang sendt til Kina og Japan for at ordne disse landes forhold til Det Store Nordiske Telegrafselskab, men derefter trådte han definitivt tilbage til privatlivet og døde efter en længere sygdom 14. februar 1883 i Passy ved Paris, hvor han ligger begravet.

## Etnografisk samler
Som dansk ambassadør i Washington i midten af 1800-årene købte Raasløff bl.a. en betydelig samling fra seneca-irokeser-indianerne. Samlingen er særligt værdifuld, fordi den er indsamlet og kommenteret af en kendt irokesisk tolk og meddeler, Ely Parker. Raasløff skaffede også en festdragt med tilbehør fra sauk-fox høvdingen, Keokuk den Yngre. Høvding Keokuk skulle til gengæld modtage en riffel med inskription, der blev specielt fremstillet til ham i København. Våbnet blev sendt af sted, men på grund af den amerikanske borgerkrig er det uvist, om det nogensinde nåede frem. Riffelen er siden blevet fundet på et museum i den lille by Keokuk i staten Iowa. Raasløff gav sine genstande til Nationalmuseets Etnografiske Samling.

## Udgivelser af Raasløff
- Allerunderdanigst Indberetning fra Krigsministeren angaaende de til Gjennemførelsen af Loven af 6te Juli 1867 . . . , København: Schultz 1870. Findes digitaliseret Arkiveret 23. oktober 2013 hos  Wayback Machine

| Efterfulgte: Johan Waldemar Neergaard | Krigsminister 29. september 1866 - 19. april 1870 | Efterfulgtes af: Wolfgang Haffner |